# DAY BY DAY (L⇔Rの曲)
『DAY BY DAY』(デイ・バイ・デイ)は、L⇔Rの9枚目のシングル。

## 概要
- アルバム「Let me Roll it!」からの先行シングル。前作『BYE』から約１か月でリリースされた。
- プロモーションビデオが制作されたが、諸般の事情もありクリップ集『PV』には収録されなかった。『L⇔R25周年プロジェクト』の一環として発売された『PV+』には収録され、現在ではYouTubeでも閲覧できるようになっている。

## 収録曲
全作詞・作曲:黒沢健一
1. DAY BY DAY (4:25)
フジテレビ系ドラマ「木曜の怪談」エンディングテーマ
2. COWLICK(Bad Hair Day) (3:08)

## 収録アルバム
- Let me Roll it! (#1)
- Singles&More Vol.2 (#1)
- プラチナムベスト L⇔R (#1)